# Rob Cavestany

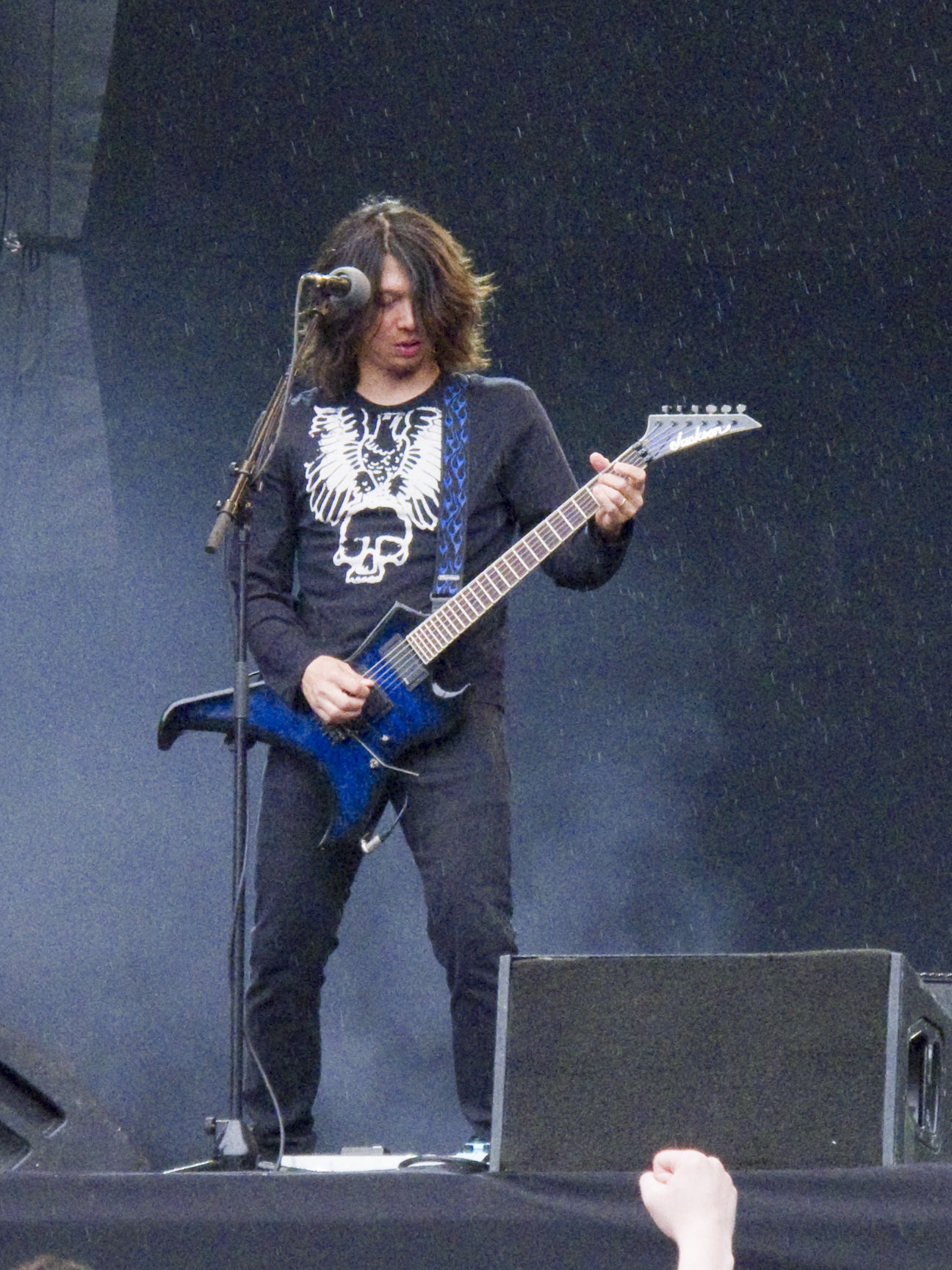
Rob Cavestany, 2010

Rob Cavestany (ur. 29 października 1968 w San Francisco) – amerykański muzyk, kompozytor i wokalista, instrumentalista. Rob Cavestany znany jest przede wszystkim z występów w thrashmetalowym zespole Death Angel, którego był założycielem. Prowadzi również solową działalność artystyczną. Był także członkiem zespołów Smokestack, Swarm, The Organization oraz The Past.
Muzyk jest endorserem instrumentów firmy Jackson i przetworników EMG. Cavestany używa ponadto, m.in. wzmacniaczy i kolumn głośnikowych firmy Engl.

## Wybrana dyskografia
- Forbidden - Twisted Into Form (1998, Century Media Records, gościnnie)[8]
- Rob Cavestany - Lines On The Road (2007, Raw Bliss Records)[9]
- Sawthis - Youniverse (2013, Bakerteam Records, gościnnie)[10]

## Filmografia
- "Metal Evolution" (2011, serial dokumentalny)[11]